# Забастовка работниц лондонской спичечной фабрики (1888)

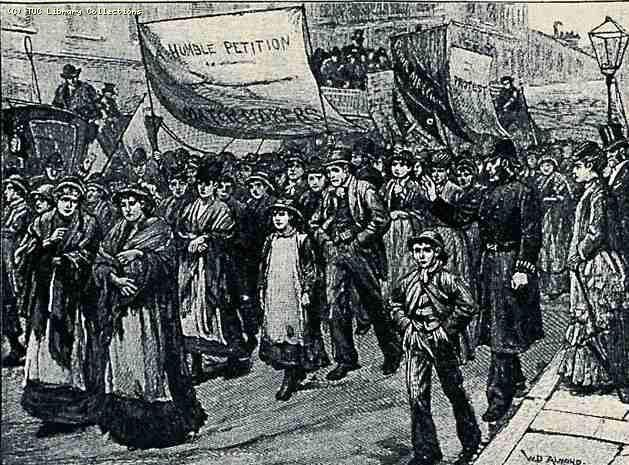
Демонстрация работников спичечной фабрики, 1888 год

Забастовка работниц лондонской спичечной фабрики в 1888 году — забастовка женщин и девочек-подростков, работавших на  
фабрике Брайанта и Мэя
в Лондоне.

## История

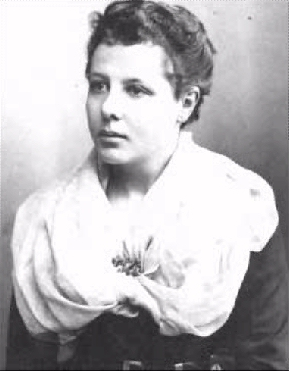
Анни Безант

Забастовка была вызвана тяжёлыми условиями труда на фабрике, производящей спички: 14-часовой рабочий день, низкая заработная плата, чрезмерные штрафы, вызванные работой с белым фосфором болезни (т. н. «фосфорная челюсть»). Поводом для забастовки послужило увольнение одной из работниц 2 июля 1888 года.
В защиту работниц фабрики выступила Анни Безант, которая вместе с
Гербертом Берроузом опубликовала статью «Белое рабство в Лондоне» (англ. White Slavery in London) в полупенсовой ежедневной газете «Звено» (англ. The Link) 23 июня 1888 года. Брайант и Мэй пытались заставить работниц подписать опровержение к этой статье, однако работницы отказались. Последовало увольнение, которое вызвало забастовку.
События развивались стремительно, к концу дня бастовали все 1400 работниц фабрики. Администрация фабрики немедленно объявила о восстановлении уволенной работницы, но женщины выдвинули другие требования, в частности, отмену несправедливых штрафов. Депутация работниц предъявила список требований администрации, но требования не были удовлетворены. До 6 июля фабрика стояла. 6 июля более ста работниц прибыли к Анни Безант с просьбой о помощи. Принято считать, что Анни Безант была организатором забастовки, однако в действительности до прибытия депутации ей ничего не было известно о событиях на фабрике. Анни Безант была обеспокоена поспешными действиями работниц и количеством женщин, оставшихся без средств к существованию.
Участницам забастовки была оказана материальная помощь, несколько газет начали сбор пожертвований среди своих читателей. Распределением собранных средств занимались члены Фабианского общества, включая Джорджа Бернарда Шоу, Сиднея Вебба,
Грэхэма Уоллеса.
Анни Безант несколько раз выступала на организованных работницами митингах. Член парламента Чарльз Брэдлоу выступил с речью в парламенте и 11 июля организовал встречу делегации работниц с тремя парламентариями. События на фабрике получили широкую огласку. В защиту работниц выступил
Лондонский трудовой союз.
Первоначально администрация фабрики была непоколебима, однако широкая огласка заставила её смягчить позицию. На митинге 16 июля при участии Анни Безант были сформулированы требования, заключавшиеся в отмене штрафов и других несправедливых начислений, а также в подаче петиций непосредственно в правление, минуя мастеров, которые часто скрывали жалобы от администрации. Очень важное требование касалось выделения специальных комнат для приёма пищи, чтобы предотвратить попадание в пищу белого фосфора. Требования бастующих были приняты, и забастовка закончилась.

## Кампания против фосфорных спичек
После окончания забастовки Анни Безант и её соратники продолжили борьбу против использования белого фосфора в спичках.
В 1891 году Армия спасения открыла собственную спичечную фабрику в районе Боу в Лондоне. На фабрике использовался менее токсичный красный фосфор и выплачивалась более высокая зарплата. Целью организации фабрики было улучшение условий труда работников, особенно детей, которые изготавливали спички из белого фосфора на дому. Были известны случаи смерти детей от отравления фосфором.
События 1888 года сильно подорвали репутацию Брайанта и Мэя, и в 1901 году они объявили о прекращении использования белого фосфора в производстве.
По иронии судьбы, владельцы фабрики 
Фрэнсис Мэй и Уильям Брайант 
с 1850 года импортировали в Англию безопасные спички на основе красного фосфора, которые производились в Швеции 
Йоханом Линдстрёмом. К 1855 году продажа безопасных спичек в Aнглии возросла в 10 раз. Поскольку Линдстрём не мог расширять производство такими темпами, Мэй и Брайант купили патент Великобритании и в 1855 году открыли фабрику по производству спичек из красного фосфора в Лондоне, в районе Боу. Однако спички из белого фосфора стоили дешевле, поэтому Брайант и Мэй не выдерживали конкуренции, несмотря на использование детского труда.
Фабрика Армии спасения столкнулась с теми же проблемами. Себестоимость спичек на фабрике втрое превышала себестоимость спичек из белого фосфора. Они автоматизировали весь процесс производства, за исключением раскладки спичек в коробки, что снизило цены. Был запрещён детский труд на самых вредных операциях. Тем не менее, фабрика проигрывала ценовую войну. В начале 1900 года реклама спичек перестала появляться в газете War Cry, издаваемой Армией спасения. В 1901 года фабрика была закрыта, а 26 ноября того же года куплена Брайаном и Мэем.
В 1908 году Палата общин Великобритании приняла акт, запрещающий использование белого фосфора в спичках после 31 декабря 1910 года. Этот акт соответствовал 
Бернской конвенции 1906 года.

## В массовой культуре
В 1960-х годах британский актёр 
Билл Оуэн в сотрудничестве с сочинителем песен Тони Расселом создали мюзикл об этой забастовке под названием «The Matchgirls» (букв. Девочки-спичечницы).
В 2013-м году тема забастовки работниц спичечной фабрики Брайанта и Мэя фигурирует в 3 серии 2 сезона детективного сериала «Улица потрошителя». В сюжете серии описывается история бывших участниц забастовки, создавших свой собственный преступный синдикат.
В 2022-м году вышел фильм «Энола Холмс 2», в котором сюжет строится вокруг спичечной фабрики и использованием на фабрике белового фосфора вместо красного. Так же в конце фильма показана забастовка.